# Федеральний округ

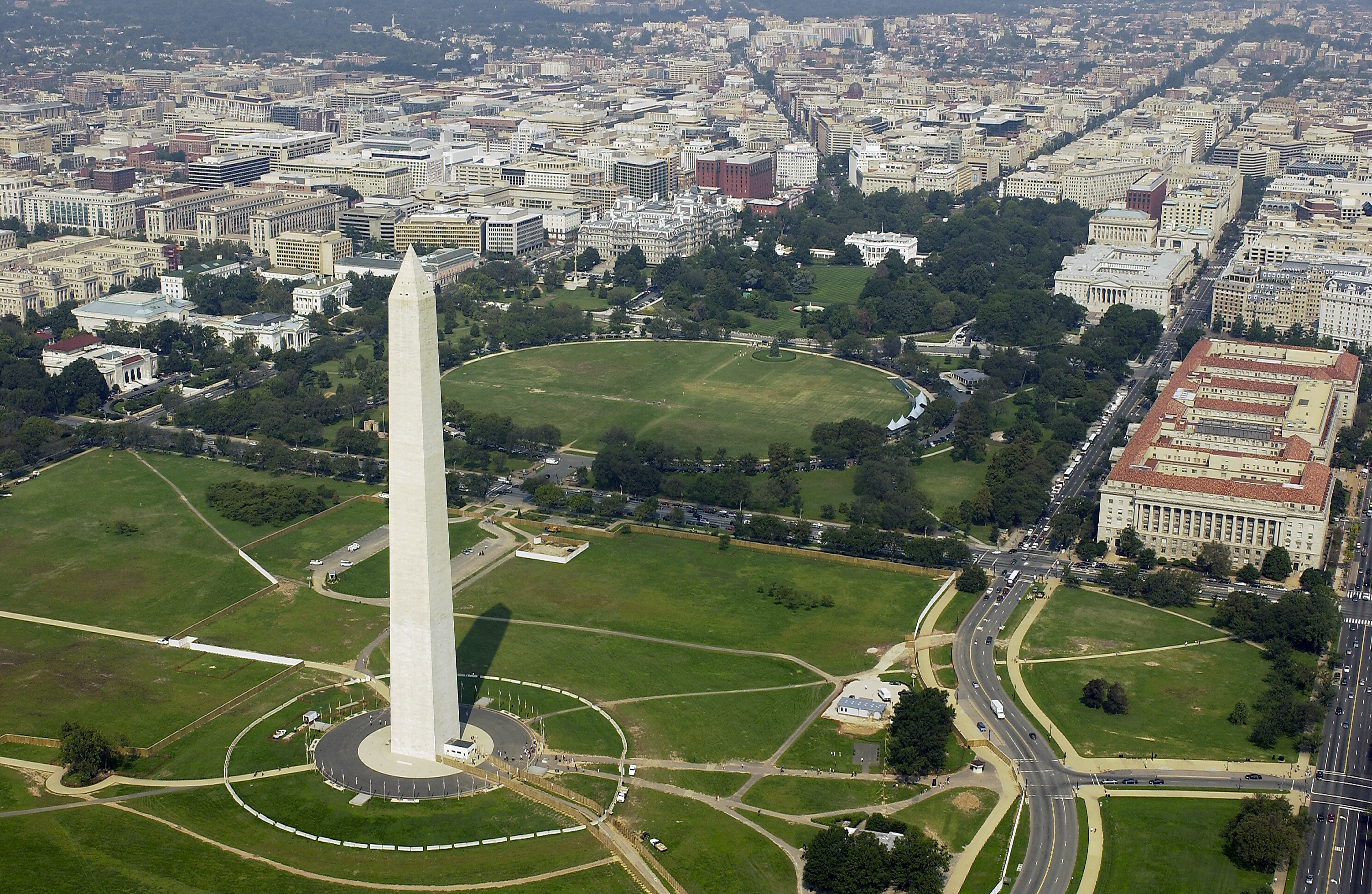
Федеральний округ Колумбія

Федера́льний о́круг — адміністративно-територіальна одиниця федерального підпорядкування.
У Росії вся територія країни поділена на сім федеральних округів.
У низці країн федеральним округом є територія столиці країни, іноді — з прилеглою територією.

## Федеральні округи
- Буенос-Айрес (Аргентина), центр — Буенос-Айрес
- Дістрито-Капіталь (Венесуела), центр — Каракас
- Дістрито-Федераль (Мексика), центр — Мехіко
- Дістріту-Федерал (Бразилія), центр — Бразиліа
- Колумбія (США), центр — Вашингтон.